# Hey Love (chanson de Stevie Wonder)
Pour les articles homonymes, voir Hey Love (homonymie).
Singles de Stevie Wonder
Travlin' Man
(1967) I Was Made to Love Her
(1967)
Hey Love est une chanson de Stevie Wonder publiée en 1966 sur son album Down to Earth.   
Diffusée sous la forme d'une face B pour le single Travlin' Man, elle entre également dans les classements nationaux avec une 9e au Billboard R&B Singles.  

## Composition et enregistrement
Hey Love est la dernière piste de son album Down to Earth.
Faisant office de face B pour le single Travlin' Man (référence T54147), le titre est co-écrit avec Clarence Paul et Morris Broadnax et constitue l'une des quatre chansons de l'album pour lesquelles il est co-crédité. 

### Classement
| Classement                         | Meilleure position |
| ---------------------------------- | ------------------ |
| États-Unis (Billboard Hot 100)     | 90                 |
| États-Unis (Billboard R&B Singles) | 9                  |

## Accueil
Ed Hogan (AllMusic) : "le rythme dominant rappelle le tic-tac d'une horloge, donnant à la chanson une sensation de mélancolie de fin de soirée où le chanteur fait tout ce qu'il peut pour attirer l'attention de son interlocutrice".
James E. Perone écrit "Il est important de remarquer le sens de la mélodie de Wonder. [...] 'Hey Love' donne des indices sur ce que seront ses compositions et ses performances dans les années 1970."

## Reprises
- Bettye LaVette enregistre une version pour la face B de sa reprise de With a Little Help from My Friends en avril  1969.
- R. Kelly et Public Announcement (en) l'adaptent sous le titre Hey Love (Can I Have a Word) sur l'album Born into the 90's (1992). Dans cette version, R. Kelly chante les paroles originales et Mr. Lee (en) rappe. Le titre obtient la 1re position au Billboard Bubbling Under Hot 100 et la 15e au classement R&B[5].

### Échantillonnage
- De La Soul, dans Talkin' Bout Hey Love sur De La Soul Is Dead (1991)